# Ignacio Carrasco de Paula
Ignacio Carrasco de Paula (Barcelona, Espanha, 25 de outubro de 1937) é um bispo católico romano da Prelazia Pessoal do Opus Dei e presidente emérito da Cúria Romana. De 1984 a 1994 foi reitor da Pontifícia Universidade de Santa Croce, em Roma, e de 2010 a 2016 presidente da Pontifícia Academia para a Vida.
Ignacio Carrasco de Paula recebeu seu doutorado em filosofia e medicina com foco em cirurgia em 1962. Foi ordenado sacerdote em 8 de agosto de 1966 em Roma.
De 1984 a 1994, Carrasco foi reitor da Pontifícia Universidade de Santa Croce em Roma e reitor da Faculdade de Teologia Moral de 1994 a 2002. De 2002 a 2009 foi Professor de Bioética na Faculdade de Medicina da Università Cattolica del Sacro Cuore UCSC em Roma e diretor do Instituto de Bioética de lá. Carrasco foi assessor do Pontifício Conselho para a Família e do Conselho de Pastoral da Saúde e de 1984 a 1994 membro da Comissão de Ética para Estudos Clínicos do Hospital Romano Ospedale pediátrico Bambino Gesù. Carrasco publicou numerosos artigos no âmbito da bioética, ética médica e medicina legal.
Em 2005 foi nomeado Chanceler da Pontifícia Academia para a Vida (Pro Vita) pelo Papa João Paulo II.
Em 30 de junho de 2010 pelo Papa Bento XVI foi nomeado Presidente da Pontifícia Academia para a Vida e Bispo Titular de Thapsus em 15 de setembro de 2010, sendo ordenado bispo em 9 de outubro de 2010 pelo Cardeal Secretário de Estado Tarcisio Bertone SDB na Basílica de São Pedro; Os co-consagradores foram o Cardeal Vigário para a Diocese de Roma, Agostino Vallini, e o Cardeal Prefeito da Congregação para os Institutos de Vida Consagrada e as Sociedades de Vida Apostólica, Franc Rodé.
Com a nomeação de Vicenzo Paglia como Presidente da Pontifícia Academia para a Vida, em 15 de agosto de 2016, terminou o seu mandato.
Ignacio Carrasco de Paula pertence à Prelazia da Santa Cruz e Opus Dei.